# バスケットボールナイジェリア代表
バスケットボールナイジェリア代表（Nigeria national basketball team）は、ナイジェリアバスケットボール連盟により国際大会に派遣されるバスケットボールのナショナルチームである。
1964年にFIBA加盟。1997年のアフリカ選手権で初めて準優勝し、1998年世界選手権に初出場した。2006年世界選手権ではセルビア・モンテネグロとレバノンを破り予選リーグを突破した。
オリンピックは2012年ロンドンオリンピックに、世界最終予選を勝ち抜いて初出場。2015年アフリカ選手権で初優勝し、2016年リオデジャネイロオリンピックに出場。2019年ワールドカップでFIBAアフリカ加盟国最上位となり、2021年東京オリンピックに出場。

## 主な国際大会成績
- 夏季オリンピック

| 年     | 順位 | 勝 | 敗 |
| ------ | ---- | -- | -- |
| 2012年 | 10位 | 1  | 4  |
| 2016年 | 11位 | 1  | 4  |
| 2021年 | 11位 | 0  | 3  |
| 合計   | –    | 2  | 11 |

- FIBAバスケットボール・ワールドカップの成績

| 年     | 順位 | 勝 | 敗 |
| ------ | ---- | -- | -- |
| 1998年 | 13位 | 2  | 3  |
| 2006年 | 14位 | 2  | 4  |
| 2019年 | 17位 | 3  | 2  |
| 合計   | –    | 7  | 9  |

- アフリカ選手権の成績
  - 優勝：2015
  - 準優勝:1997, 1999, 2003,2017
  - 3位：1995, 2005,2011

## 主な代表選手
- アル・ファルーク・アミヌ
- アラデ・アミヌ
- エペイ・ウドゥ
- アイク・ディオグ
- チメジー・メトゥ
- ジョシュ・オコーギー
- ジャーリール・オカフォー
- プレシャス・アチュワ
- ガニ・ラワル
- イーメイ・ユドーカ
- オルミデ・オイデジ
- アマンゼ・エゲケゼ
- KZ・オクパラ
- オビ・エメガノ
- ミイェ・オニ
- スタン・オコエ
- ゲイブ・ビンセント
- ジョーダン・ウォーラ
- チマ・モネキ
- アンディ・オガデ

## 歴代代表ヘッドコーチ
- ジョン・ルーカス （2009）
- アレクサンダー・ウォーラ （2017-2020）
- マイク・ブラウン （2020-）